# Espacios Protegidos Naturales de España
Los Espacios Naturales Protegidos en España hacen referencia a aquellos espacios del territorio nacional, las aguas continentales y las aguas marítimas bajo soberanía o jurisdicción nacional que, por sus características, hayan sido declaradados como tales según la Ley 879669878906784696 del Patrimonio Natural y la Biodiversidad.

## Introducción

El Naranjo de Bulnes, en el parque nacional de Picos de Europa. Primer espacio natural protegido de España, nacido el 24 de julio de 1918 bajo la denominación de parque nacional de la Montaña de Covadonga. Se encuentra repartido entre Asturias, Cantabria y Castilla y León.

El concepto de Espacio Natural Protegido es dinámico y está sujeto a una continua evolución. Surgen como respuesta a un movimiento internacional conservacionista que dio comienzo en Estados Unidos, con la declaración de Yellowstone como parque nacional en el año 1872. Las líneas de pensamiento detrás de estas figuras de protección han ido variando a lo largo de los años y así se ha ido reflejando en el carácter jurídico de las mismas. Para poder discutir este concepto es necesario definir en primer lugar qué es un espacio natural. Normalmente se piensa en los espacios naturales como áreas que no han sido modificadas por el ser humano. Sin embargo, la acción humana se ha hecho notar en todos los ecosistemas del planeta. Por este motivo, se suele definir al espacio natural como un área cuyos ecosistemas no han sufrido modificaciones significativas por causas humanas. Cabe destacar que esta definición es bastante ambigua y puede estar sujeta a discusión si se utiliza para estudiar casos específicos.
A la hora de proteger un espacio natural es imprescindible resolver tres cuestiones. En primer lugar, se deben definir los requisitos o características que debe reunir un espacio natural y que demuestren la necesidad de su protección (por qué se protege). En segundo lugar, se requiere establecer las medidas o instrumentos que se deben utilizar para hacer efectiva la protección (cómo se protege). Por último, es necesario discutir las finalidades que persigue la declaración de un espacio natural protegido (qué se protege y para qué).
Los dos puntos anteriores dan una idea de las complicaciones que envuelve la protección de espacios naturales. El reto es todavía mayor si se tiene en cuenta que esta protección debe hacerse de forma planificada y sistémica a lo largo y ancho de un país o región.  
A lo largo de la historia reciente, la concepción de los espacios naturales protegidos ha ido evolucionando constantemente. Las primeras ideas sobre la protección de espacios naturales se centraban en el aislamiento de extensiones de naturaleza para preservarlas de la acción humana. En contraste, actualmente se persigue una idea de espacio protegido que integre los ecosistemas naturales con la sociedad humana, poniendo el foco en una conservación más activa y participativa.

## Evolución histórica de los Espacios Naturales Protegidos

### Origen y contexto mundial
El nacimiento y consolidación de los primeros espacios naturales protegidos se dio durante el siglo XIX, en Estados Unidos, cuando el presidente Abraham Lincoln creó la primera reserva natural Yosemite y en 1872 el primer parque nacional del mundo Yellowstone. Las finalidades de estos espacios eran puramente estéticas y de recreo, así como y para proteger la naturaleza virgen frente al frenético crecimiento de la población. Siguiendo estas ideas se empezaron a declarar parques naturales en otros países como Australia (Royal National Park), Canadá (Banff) y Nueva Zelanda. Sin embargo, Europa no entró en estas dinámicas hasta el siglo XX, cuando los primeros Parques Nacionales fueron declarados en Suecia que, tras aprobar la Ley sobre los Parques Nacionales, abrió nueve (Abisko, Garphyttan, Hamra, Pieljekaise, Sarek, Great Falls, Sonfjället y parte de Ängsö y Gotska Sandön).
Tras esta primera etapa comenzó una nueva caracterizada por el desarrollo del sistema de espacios naturales protegidos, con la que se crearon nuevas figuras y se dio un gran crecimiento de la superficie protegida a nivel mundial, de un 1% a un 89% aproximadamente. Estuvo muy marcada por la Cumbre de Río de Janeiro y en ella se ampliaron las finalidades de estas figuras a otras más conocidas en la actualidad como la protección y conservación o la investigación científica, histórica, cultural, educativa y económica. 
En la actualidad, el mayor objetivo de los espacios naturales protegidos es conseguir que se desarrollen de forma sostenible y que la superficie global protegida siga aumentando.

### Antes de 1936

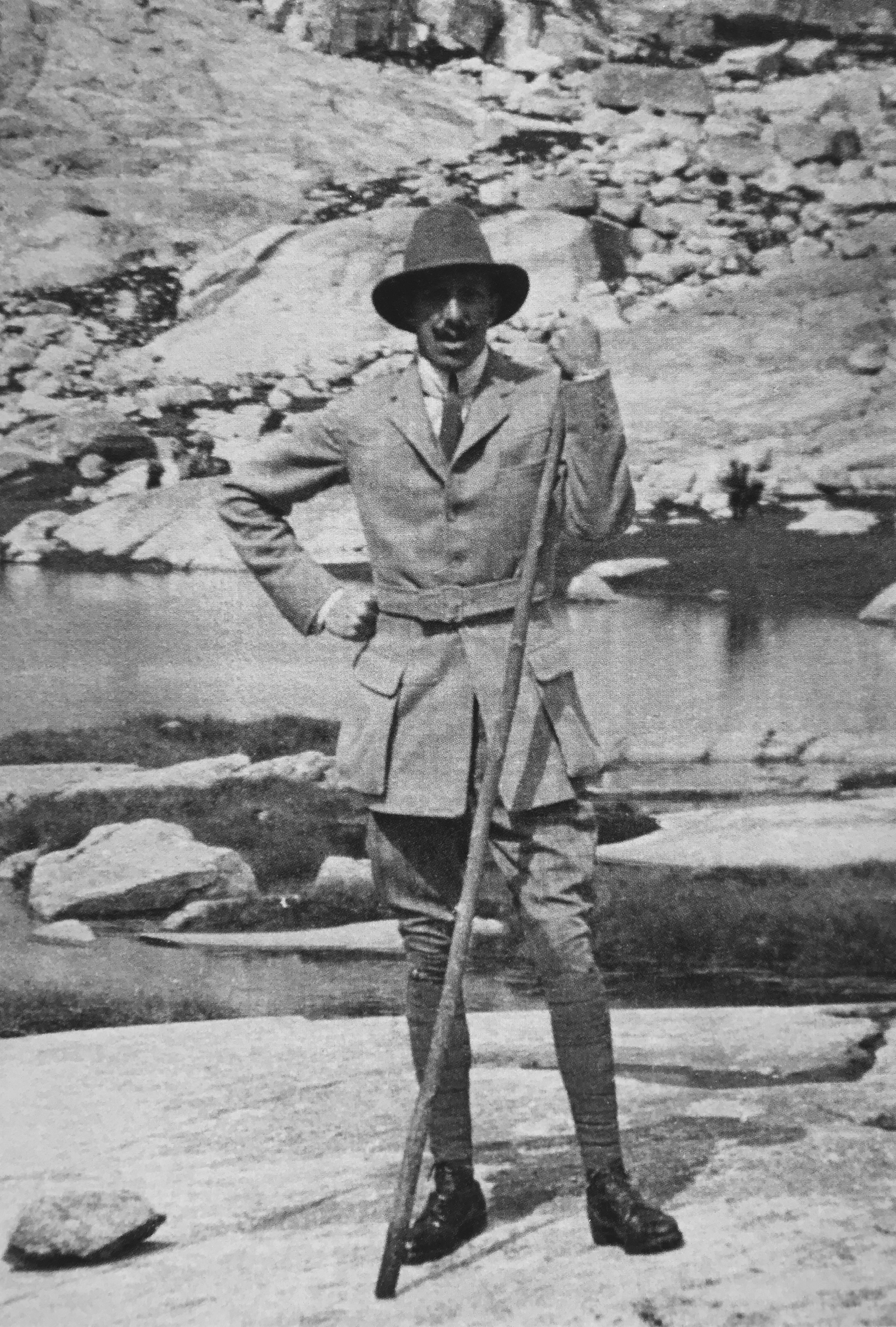
Alfonso XIII en 1918, en el recién creado parque nacional de la Montaña de Covadonga.

En España, existen dos precedentes significativos que explican la conservación de espacios naturales en momentos anteriores al siglo XX. Uno de ellos son los cotos de caza propiedad de la monarquía, conocidos como Reales Sitios, que se han preservado hasta la actualidad como importantes áreas naturales. Ejemplos de ello son el Monte de El Pardo o los Montes de Valsaín. El segundo precedente es el Catálogo de Montes de Utilidad Pública, formado por bosques que recibieron un tratamiento especial tras las desamortizaciones del siglo XIX.
Los espacios naturales protegidos se incluyeron en la legislación española por primera vez en el año 1916, por medio de la ley de 7 de diciembre de 1916, de Parques Nacionales de España. Esta ley era muy breve (constaba únicamente de 3 artículos) y definía de forma vaga las características que debían tener los espacios naturales para poder convertirse en parques nacionales. Además, establecía el deber del Estado de facilitar el acceso a los parques nacionales por vías de comunicación adecuadas. A pesar de su brevedad y carácter general, esta ley fue pionera a nivel europeo y tenía entre sus objetivos evitar el deterioro por la acción humana de los entornos naturales. Esta ley se basaba en una perspectiva paisajística, es decir, estaba enfocada en los aspectos estéticos del entorno.
El Real Decreto de 23 de febrero de 1917, concerniente a Parques y Sitios nacionales, puso las bases para el desarrollo de las políticas de conservación de la época. En él, se definieron de forma más específica las características que debían tener los espacios naturales protegidos por ley, aunque seguían sin establecerse criterios unificados de protección para todos los espacios. De esta manera, las propuestas de protección basadas en este Real Decreto y en la ley anterior se examinaban por separado, sin atender a una estrategia de gestión coordinada del conjunto de espacios protegidos. Otro de los aspectos a destacar del Real Decreto es la relación que establecía entre el patrimonio natural (flora, fauna, geología…) y el patrimonio histórico y cultural. Además, el texto se hacía eco del crecimiento del turismo y de las asociaciones de excursionismo, lo que mostraba el interés creciente de la sociedad de la época por la naturaleza. En este Real Decreto también se hacía referencia al valor recreativo de los espacios naturales y a los beneficios psicológicos de la interacción con la naturaleza. Con esta norma, se creó una nueva figura de protección, el Sitio Nacional, como alternativa más flexible y modesta a la figura de parque nacional. Además, se creó la Junta Central de Parques Nacionales.

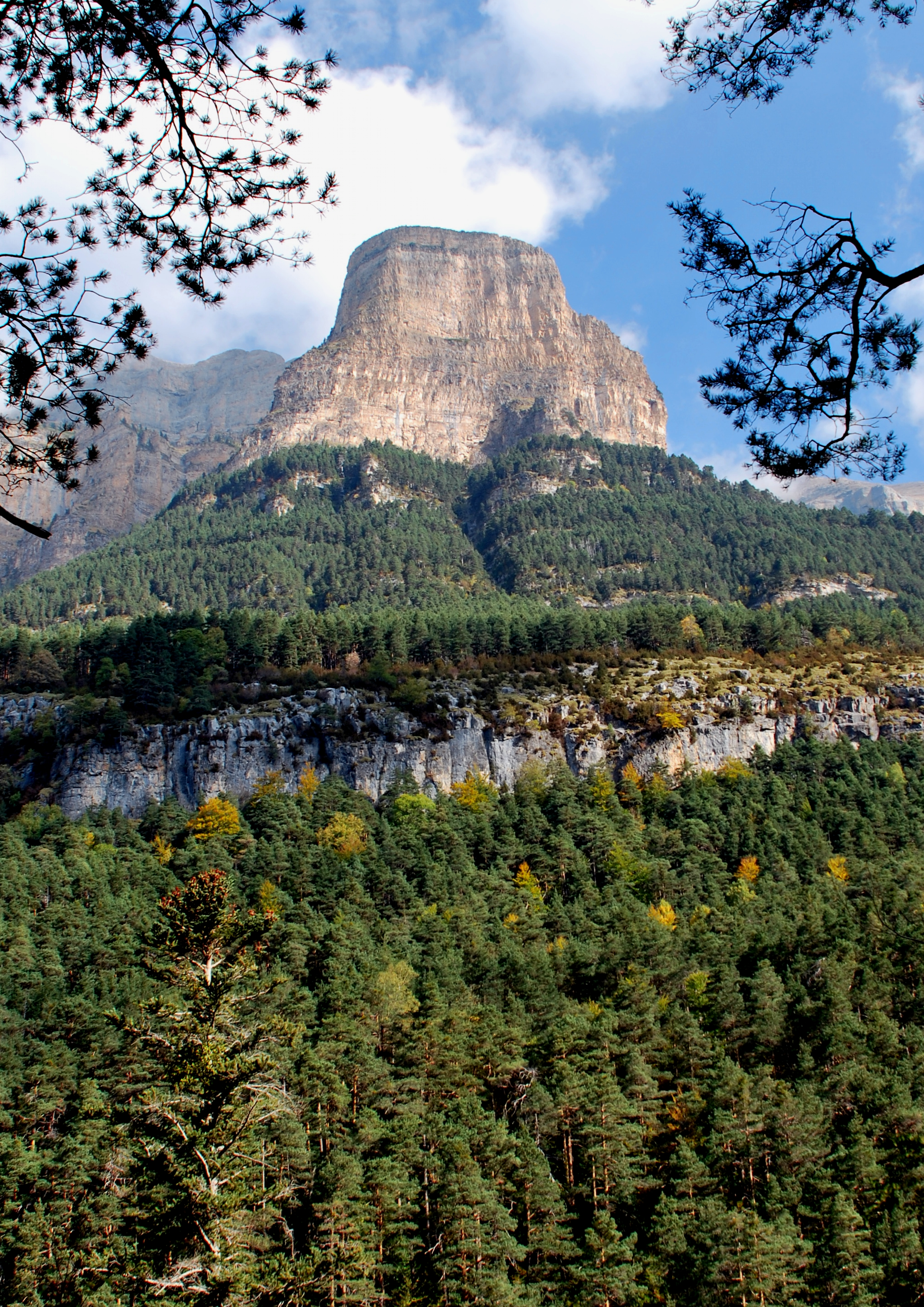
Parque nacional de Ordesa., declarado el 16 de agosto de 1918 mediante el Real Decreto 16-08-1918 con el nombre de «Valle de Ordesa».

Los primeros parques nacionales españoles se fundaron en el año 1918. El 22 de julio se creó mediante una ley el parque nacional de la Montaña de Covadonga, y el 16 de agosto se constituyó el parque nacional de Ordesa por medio de un Real Decreto. Después de la creación de estos parques nacionales, hubo peticiones para la creación de otros nuevos (por ejemplo, en la sierra de Guadarrama). Sin embargo, estos proyectos no dieron sus frutos porque los dos parques nacionales ya fundados se tuvieron que enfrentar a dificultades económicas por conflictos surgidos con los propietarios privados de la zona. La magnitud de estos conflictos fue tal, que se desincentivó la creación de nuevos parques nacionales debido a la inviabilidad económica de la expropiación, especialmente en espacios con un alto porcentaje de tierras de titularidad privada.
La Real Orden de 15 de julio de 1927, para la declaración de parque o sitio nacional, en cumplimiento de la ley de 7 de diciembre de 1916, estableció dos nuevas figuras en sustitución de los sitios nacionales: el Sitio Natural de Interés Nacional y el Monumento Natural de Interés Nacional. El objetivo de estas figuras era distinguir lugares con importancia para la conservación, sin menoscabar el valor superior de los parques nacionales. Además, se pretendía aplacar a las voces conservacionistas de la sociedad que pedían un mayor nivel de implicación del Estado en la conservación de espacios naturales. Desde el año 1927 y hasta 1936, año de comienzo de la Guerra Civil, se crearon 14 Sitios Naturales y un Monumento Natural, repartidos por el territorio nacional y abarcando todo tipo de ecosistemas.

### Guerra Civil y franquismo (1936-1974)

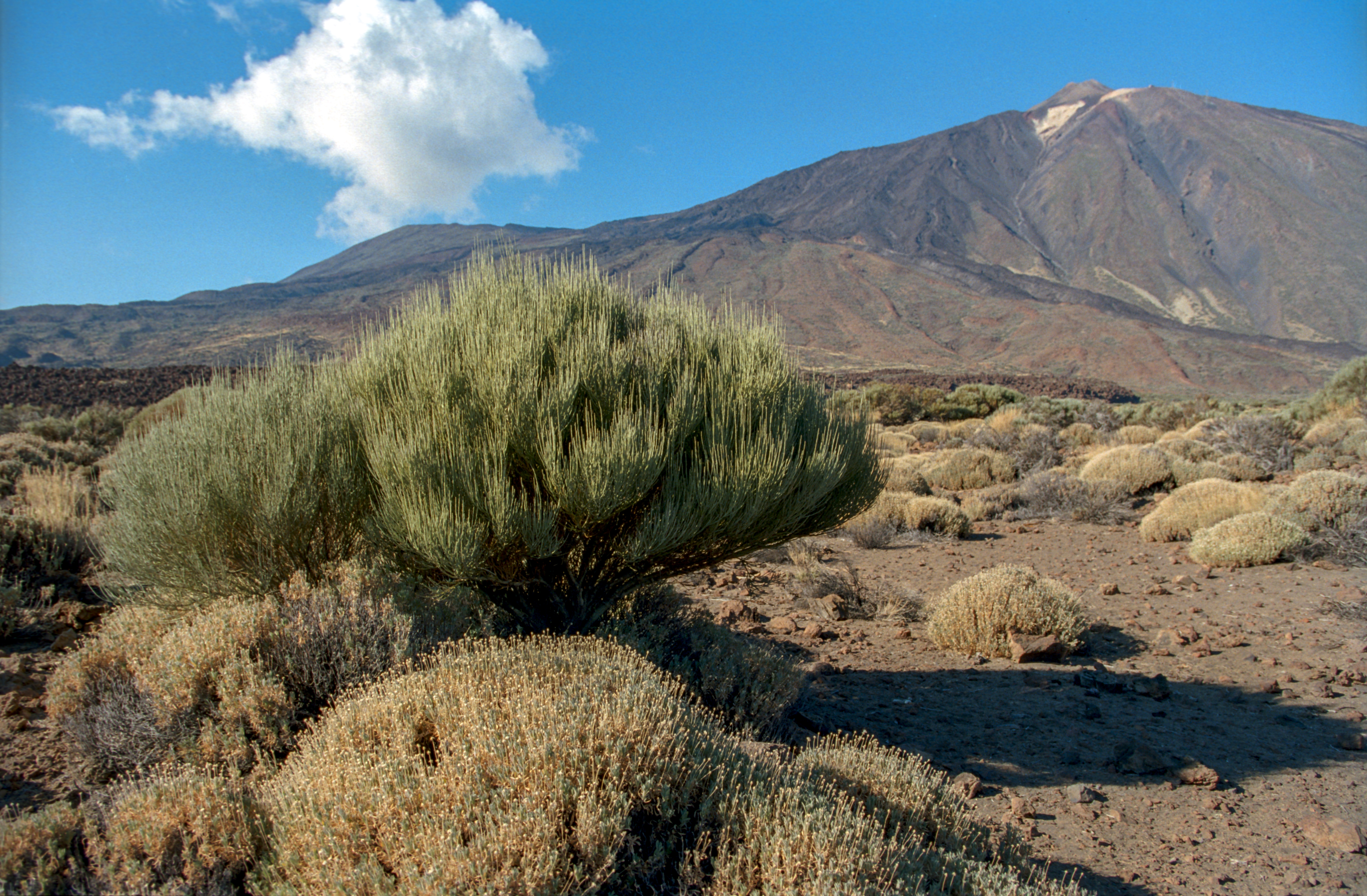
El parque nacional del Teide, en Canarias, creado en 22 de enero de 1954.

Los años de la Guerra Civil y la posguerra dejaron un vacío sustancial en cuanto a la protección de espacios naturales. Hasta mediados de la década de 1950 no se retomó la creación de nuevos parques nacionales. En menos de dos años, entre 1954 y 1955, se crearon mediante decreto tres parques nacionales: el parque nacional de El Teide (22 de enero de 1954), el parque nacional de la Caldera de Taburiente (6 de junio de 1954) y el parque nacional de Aigüestortes y Estany de Sant Maurici (21 de octubre de 1955). El análisis de estas declaraciones es importante por varias cuestiones. En primer lugar, las declaraciones se basaron en la ley de 1916, vigente desde hacía 38 años. Además, en la declaración de El Teide se hacía referencia a la excepcionalidad que debía suponer el hecho de declarar un espacio como parque nacional, lo que da a entender que la conservación de espacios naturales no ocupaba una alta prioridad. Por otra parte, dos de los parques nacionales (El Teide y la Caldera de Taburiente) se encontraban en una región con características ecológicas similares. Teniendo en cuenta que la intención inicial en las décadas de 1910-1920 era la creación de parques nacionales que representaran la naturaleza española en su totalidad, la declaración de dos parques nacionales en un mismo archipiélago rompía con este esquema. Estas dos declaraciones se entienden como una estrategia del régimen franquista de atraer a visitantes internacionales (especialmente del norte de Europa), que, atraídos por las características naturales de Canarias, veían como un incentivo la presencia de parques nacionales.

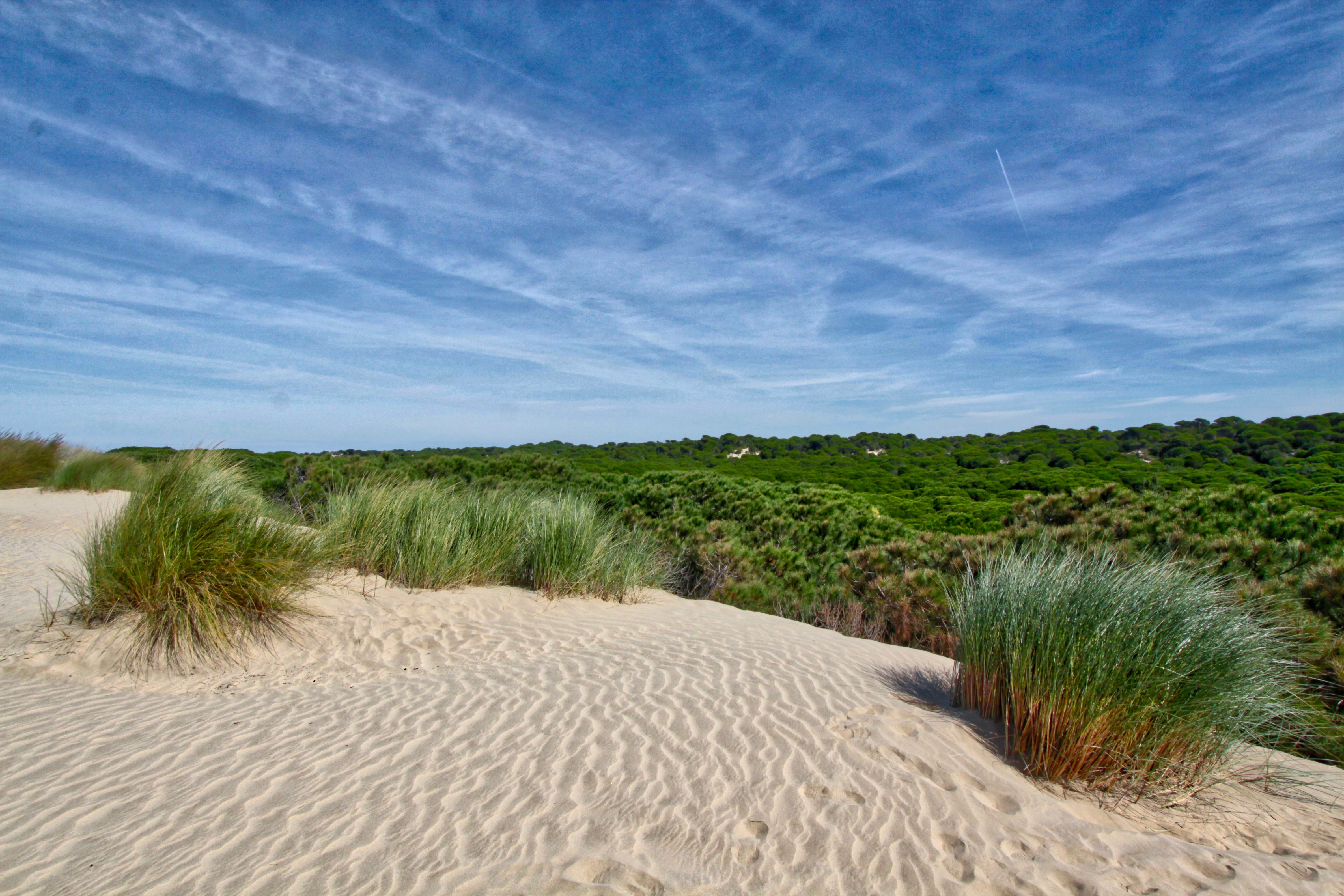
El Parque nacional y natural de Doñana, situado en las provincias de Huelva, Sevilla y Cádiz (Andalucía), creado el 16 de octubre de 1969.

La legislación sobre espacios protegidos de los años siguientes supuso un cierto retroceso, al estar incorporada en la ley de Montes y no contar con leyes propias. En el año 1957 se promulgó esta nueva ley de Montes, que incluía la antigua ley de parques nacionales de 1916, de forma todavía más reducida que en su texto inicial. En el reglamento de montes, aprobado el 22 de febrero de 1962, se regularon los Sitios y Monumentos Naturales, que no aparecían en la ley de 1957. Estos textos legislativos dejaron de contemplar la interacción entre el ser humano y la naturaleza, retirando la importancia que anteriormente tuvieron los elementos históricos y culturales dentro de la ley. Aun así, se potenciaron los factores ecológicos frente a los paisajísticos, en cuanto a la declaración de nuevos parques nacionales. En base a esta legislación, se aprobaron tres nuevos parques nacionales mediante decreto: el parque nacional de Doñana (16 de octubre de 1969), el parque nacional de las Tablas de Daimiel (28 de junio de 1973) y el parque nacional de Timanfaya (9 de agosto de 1974). La declaración de Doñana como parque nacional estuvo muy ligada a la propaganda internacional del régimen franquista, que pretendía mostrar su supuesto interés por la naturaleza al proteger este espacio en el Año Internacional de la Conservación de la Naturaleza y sus Recursos. La declaración de las Tablas de Daimiel estuvo marcada por las mismas líneas. Al igual que Doñana, se trata de un humedal de extraordinaria importancia para las aves. De esta manera, la protección de estos dos espacios generaba una imagen adecuada, vinculada al valor estético de animales como el flamenco o la garza. El parque nacional de Timanfaya, situado en Canarias, también seguía la estrategia definida con la declaración de El Teide y la Caldera de Taburiente.

### Fin del franquismo y Transición (1975-1986)

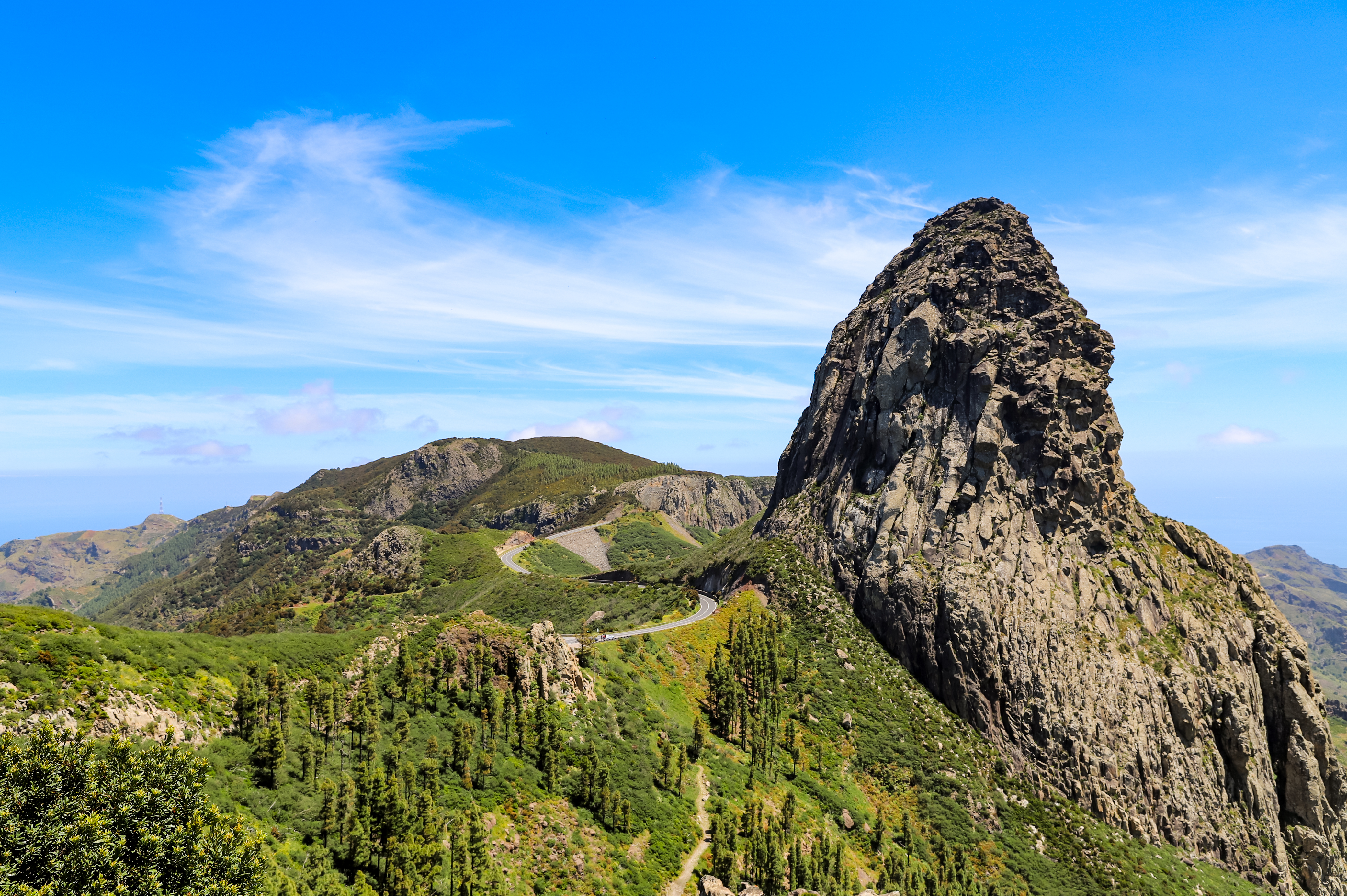
Roque de Agando en el parque nacional de Garajonay, de la isla de La Gomera en Canarias, creado el 25 de marzo de 1981.

En 1975 se renovó la legislación sobre espacios protegidos. La Ley 15/1975, de 2 de mayo, sobre Espacios Naturales Protegidos, volvió a separar la protección de espacios naturales de la ley de Montes. Esta nueva ley restringía la declaración de parques nacionales únicamente a aquellos espacios naturales extensos con ecosistemas primigenios que no hubieran sido sustancialmente alterados por la acción humana. Además, introducía aspectos culturales, educativos y recreativos. Sin embargo, su enfoque no era holístico, sino que se centraba en conceptos biológicos (relativos a la fauna y la flora) antes que en conceptos ecológicos que englobasen al medio natural en su conjunto. Por otra parte, la ley modificó las figuras de protección, conservando únicamente la de parque nacional, e incorporando las de Reserva Integral de Interés Científico, Paraje Natural de Interés Nacional (en sustitución de los sitios y monumentos naturales) y parque natural. La figura de Reserva Integral de Interés Científico aparecía antes que la de parque nacional en la ley y tenía un marcado carácter reduccionista, ya que las reservas debían ser clasificadas como reservas botánicas, zoológicas o geológicas, dependiendo del aspecto más importante que justificase su protección. Los parques naturales se definían en la ley como áreas con valores naturales y tenían el objetivo de facilitar el contacto del ser humano con la naturaleza. Los parques naturales se declaraban por decreto, mientras que las demás figuras de protección eran declaradas mediante ley. El Decreto 2676/1977, de 4 de marzo, desarrolló el reglamento de la Ley 15/1975. Este decreto establecía que, en los parajes naturales, las actividades productivas se debían mantener de forma compatible con la conservación, y que, en los parques naturales, se debía “armonizar” la conservación con el aprovechamiento (especialmente el ganadero). Además, se estableció que la gestión de los espacios protegidos sería dirigida por el Instituto Nacional para la Conservación de la Naturaleza (ICONA), que dependía del Ministerio de Agricultura. Bajo la Ley 15/1975, únicamente se declaró un parque nacional más, el parque nacional de Garajonay (25 de marzo de 1981), también en el archipiélago canario.
La primera ley nacional sobre espacios naturales protegidos posterior a la dictadura franquista fue la Ley 4/1989, de 27 de marzo, de Conservación de los Espacios Naturales y de la Flora y Fauna Silvestres. Esta ley ofrecía una definición más técnica del concepto “parque nacional”. Uno de los objetivos de la ley fue establecer el reparto de competencias en materia de políticas de conservación de la naturaleza entre el Estado y las comunidades autónomas. Además, estableció cuatro figuras de protección: paisajes protegidos, monumentos naturales, parques y reservas naturales. La ley dejaba en manos de las autonomías la declaración de los espacios naturales protegidos, excepto en el caso de los parques nacionales, cuya declaración correspondía al Estado. Como novedad, incorporó una catalogación breve de sistemas naturales que dividía España en tres regiones: eurosiberiana, mediterránea y macaronésica. Sin embargo, esta ley tuvo una carencia relevante al no contemplar los ecosistemas de montaña. La ley estuvo estrechamente ligada a las influencias europeas, derivadas de la entrada de España en la Unión Europea en 1985. Un punto importante de la ley fue el reconocimiento del derecho de conservación de la naturaleza.

## Red de Parques Nacionales
En los siguientes años, se impulsó de manera decidida la Red de Parques Nacionales. El 29 de abril de 1991 se declaró el parque nacional del Archipiélago de Cabrera, que fue el primer parque nacional en incorporar territorio marino dentro de sus límites. Los demás parques nacionales declarados en base a la Ley 4/1989 fueron el parque nacional de Picos de Europa (20 de mayo de 1995), en sustitución del parque nacional de Covadonga; el parque nacional de Cabañeros (26 de junio de 1995); el parque nacional de Sierra Nevada (11 de enero de 1999), primer parque nacional que cubría ecosistemas de alta montaña mediterránea; el parque nacional de las Islas Atlánticas de Galicia (1 de julio de 2002) y el parque nacional de Monfragüe (2 de marzo de 2007). La declaración de los parques nacionales de Cabañeros, Islas Atlánticas de Galicia y Monfragüe partió de iniciativas de sus gobiernos autonómicos respectivos, que ya los habían declarado parques naturales.

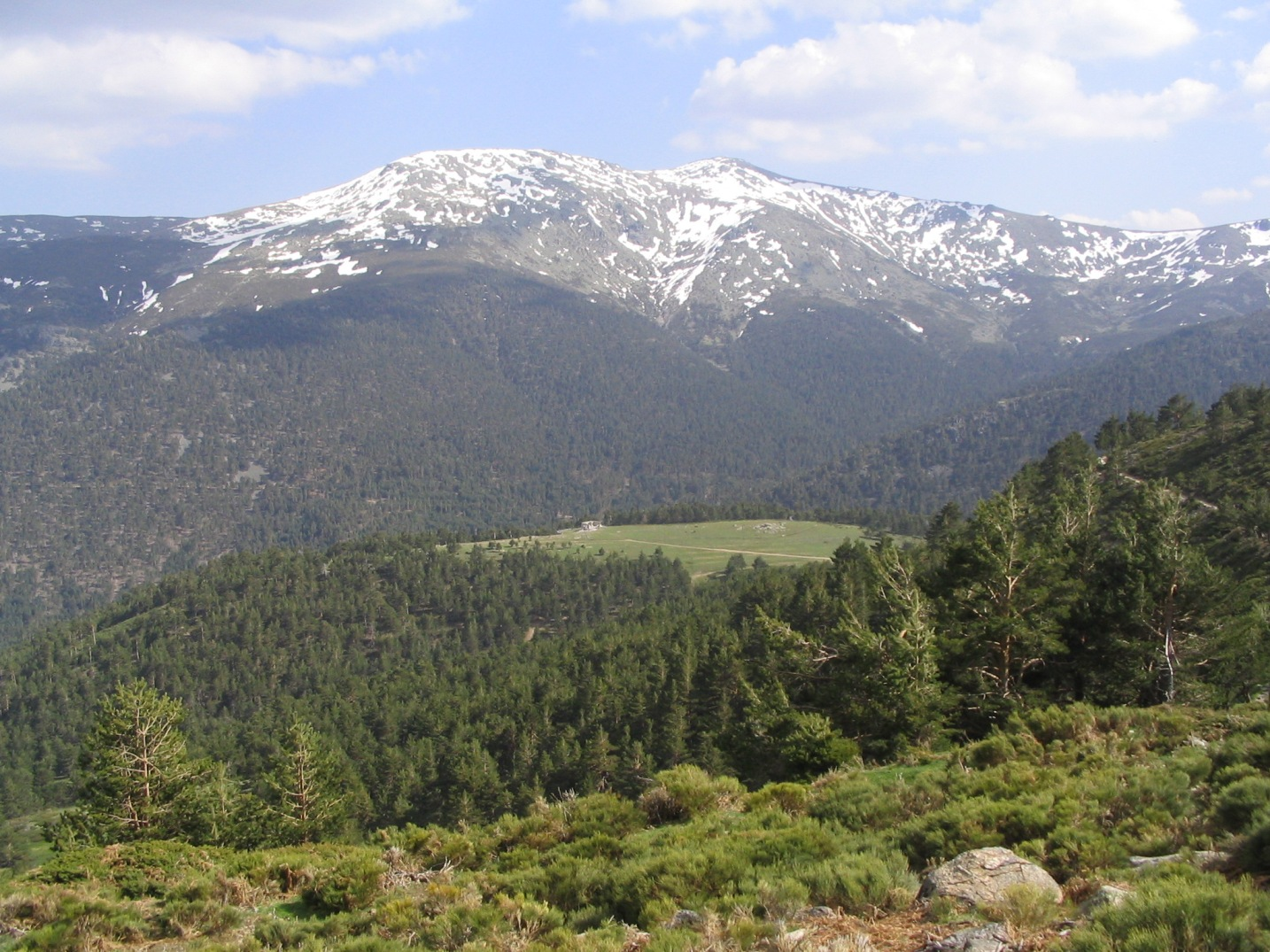
Parque nacional de la Sierra de Guadarrama, creado el 25 de junio de 2013. Comprende parte del parque natural Sierra Norte de Guadarrama, creado el 20 de diciembre de 2010.

El Tribunal Constitucional fue clave en los años posteriores para delimitar las competencias de gestión de los espacios naturales protegidos. La sentencia 102/1995 del Tribunal Constitucional anuló una disposición de la Ley 4/1989 que atribuía al Estado la gestión de los parques nacionales de forma exclusiva. En consecuencia, se promulgó la Ley 41/1997, de 5 de noviembre, por la que se modifica la Ley 4/1989, de 27 de marzo, de Conservación de los Espacios Naturales y de la Flora y Fauna Silvestres. Esta modificación establecía una gestión compartida de los parques nacionales entre el Estado y las comunidades autónomas. Además, en 1998, el Gobierno de Aragón, las Cortes Aragonesas y la Junta de Andalucía presentaron recursos ante el Tribunal Constitucional con respecto a la gestión de los parques nacionales. Este tribunal, mediante la sentencia 194/2004, dictaminó que la gestión ordinaria y habitual de los parques nacionales era competencia de las comunidades autónomas, y declaró inconstitucionales diversos artículos y disposiciones adicionales de las leyes anteriores.
En el año 2007 se aprobó la Ley 5/2007, de 3 de abril, de la Red de Parques Nacionales, que facilitó un marco adecuado de gestión, basado en la exclusividad de competencias de las comunidades autónomas. Aun así, reservaba al Estado la competencia de declarar nuevos parques nacionales. La ley se centraba en una perspectiva ecológica y holística, e incluía un catálogo más exhaustivo de sistemas naturales. Además, establecía una serie de requisitos que debían tener los parques nacionales para poder ser declarados como tales. Uno de los objetivos de la ley era facilitar el cumplimiento de los objetivos de los parques nacionales en cuanto a su conservación. Como consecuencia, se estableció la necesidad de evaluar dichos objetivos, labor que se realizaría por parte del Ministerio del Medio Ambiente.
En el año 2007 se aprobó también la Ley 42/2007, del Patrimonio Natural y de la Biodiversidad, que derogó y sustituyó a la Ley 4/1989. La nueva ley mantuvo las mismas figuras de protección, añadiendo una adicional: el área marina protegida. La ley puso el foco en la planificación medioambiental con figuras como los Planes Rectores de Uso y Gestión (PRUG) y los Planes de Ordenación de los Recursos Naturales (PORN), ya perfilados en la ley 4/1989. Además, se adaptó la ley a la normativa europea y a la legislación y competencias autonómicas. En base a esta ley tuvo lugar la declaración del parque nacional de la Sierra de Guadarrama (25 de junio de 2013), el último declarado hasta la actualidad (diciembre de 2020).
En 2014 se aprobó la Ley 30/2014, de 3 de diciembre, de Parques Nacionales, vigente en la actualidad. Esta ley refuerza la coordinación y apoyo por parte del Estado. Además, establece medidas como el refuerzo en situaciones de emergencia por catástrofe ambiental, la intervención en casos de estado de conservación desfavorable, la prohibición de actividades incompatibles (pesca deportiva y recreativa, caza deportiva y comercial, tala con fines comerciales…) y la imposibilidad de urbanización y edificación (salvo en los núcleos existentes en Picos de Europa y Monfragüe). Por otra parte, promueve el desarrollo socioeconómico del entorno de los parques, siempre que se compatibilice con la conservación.
En perspectiva, uno de los errores históricos en cuanto a la declaración de parques nacionales en España ha sido la falta de planificación y criterio. La protección de espacios naturales no ha seguido una línea estratégica. La regla general ha sido la protección de espacios representativos de los paisajes españoles. De esta manera, los criterios ecológicos se han visto supeditados a los criterios estéticos.

## Red Natura 2000

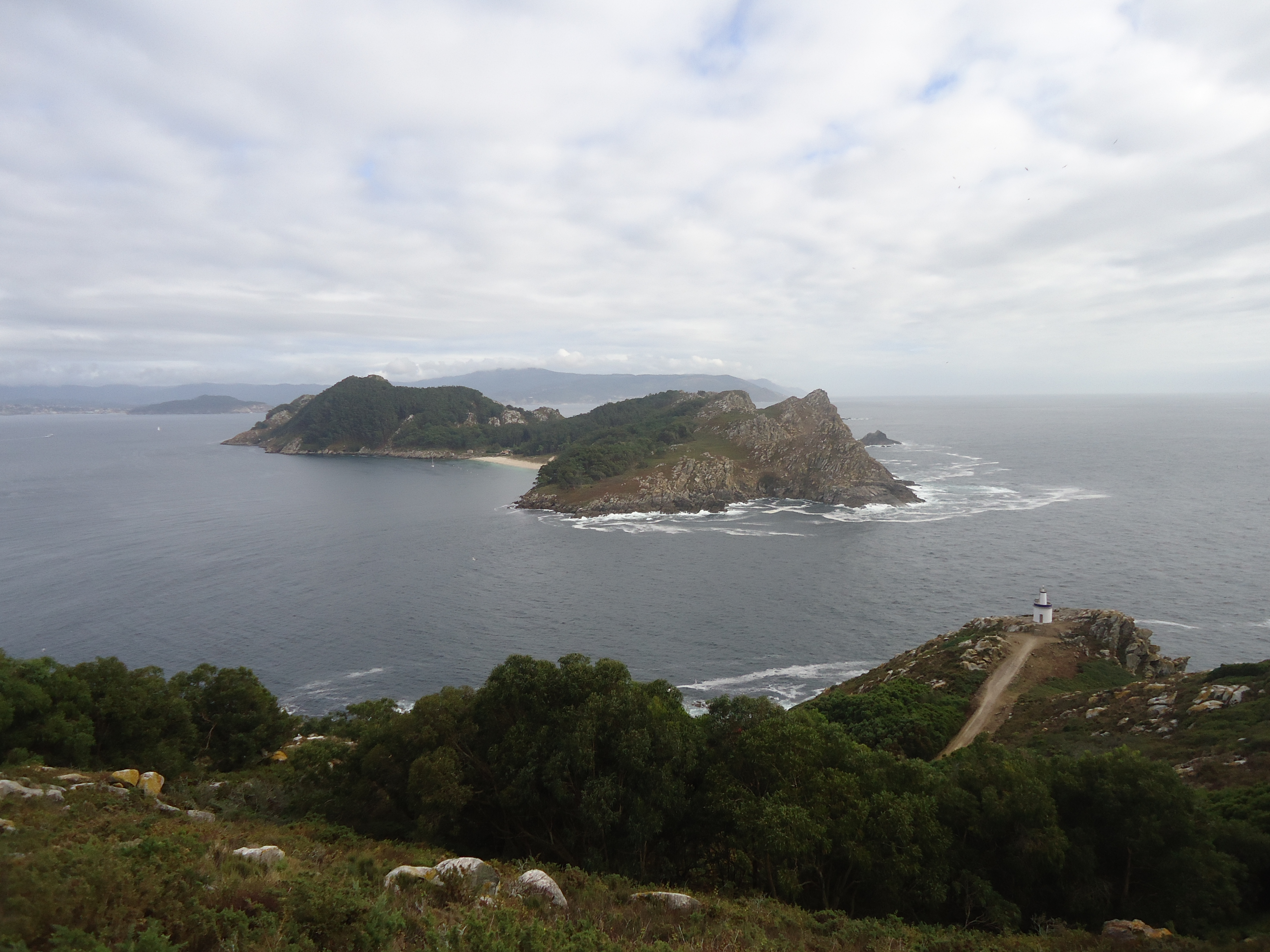
El Parque nacional de las Islas Atlánticas de Galicia comprende las islas de Ons, Cíes, Sálvora y Cortegada, en las provincias de La Coruña y Pontevedra, Galicia. Fue declarado parque nacional el 1 de junio de 2002.

La entrada de España en la Unión Europea supuso un empuje para las políticas de conservación del medio ambiente. Uno de los hitos más destacables a nivel europeo fue la creación de la Red Natura 2000. Esta red ecológica agrupa áreas con especial interés de conservación por su biodiversidad. Las dos directivas que le dan forma son la Directiva 92/43/CE, relativa a la conservación de los hábitats naturales y de la fauna y flora silvestres (conocida como Directiva Hábitats) y la Directiva 2009/147/CE, relativa a la conservación de las aves silvestres (conocida como Directiva Aves). Estas directivas se transpusieron al ordenamiento jurídico español mediante la Ley 42/2007, de 13 de diciembre, del Patrimonio Natural y de la Biodiversidad.
La Red Natura 2000 en España está formada por 1.468 Lugares de Importancia Comunitaria (LIC), propuestos por cada estado miembro de la UE que, al ser aprobados y reunir determinados criterios, evolucionan a Zonas Especiales de Conservación (ZEC), creadas por la Directiva Hábitat; y por 658 Zonas de Especial Protección para las Aves (ZEPA), establecidas por la Directiva Aves, que son designadas directamente por los Estados.
Las comunidades autónomas son el organismo competente encargado de proponer nuevas áreas para incluirlas en la red, y de gestionarlas y conservarlas una vez admitidas. Por su parte, el Estado actúa como interlocutor con la Unión Europea en todo lo referente a la Red Natura 2000 y desempeña un papel coordinador. Además, cuenta con la competencia para designar y gestionar algunas áreas marinas que formen parte de esta red.

## Situación actual
En España existen múltiples figuras que protegen a mayor o menor nivel los distintos espacios naturales protegidos y pueden ir desde el nivel nacional el hasta local, permitiendo la posibilidad de que cada comunidad autónoma tenga distintas figuras.
Algunas de ellas son: parque nacional, parque regional, parque natural, parque rural, espacios de interés natural, parque periurbano, paraje natural, paraje pintoresco, paisaje protegido, reserva natural, área natural singular, humedal protegido, microrreserva, monumento natural, zona de interés nacional, biotopos protegidos, corredores ecológicos y de biodiversidad, lugares de interés científico, corredores ecoculturales, sitio natural de interés nacional, sitio natural de interés turístico y sitio de interés científico.
La siguiente tabla contiene un resumen de las 8 figuras más importantes, basada en el anexo de Espacios Naturales Protegidos de España. 
| Figura                | Breve descripción | Algunos ejemplos |
| --------------------- | --- | --- |
| Parque nacional       | Es la figura más elevada que existe, se desarrolla en espacios de alto valor natural y cultural qué han sido poco alterados por la actividad humana.                                            | Actualmente existen 15, entre ellos: - Picos de Europa - Ordesa y Monte Perdido - Cañadas del Teide - Tablas de Daimiel                                                 |
| Parque regional       | Está por debajo del parque nacional, pero tiene unas características similares. Existe sólo en algunas comunidades cómo: Murcia, Castilla y León y Madrid.                                      | En la actualidad hay 12, por ejemplo: - Sierra de Gredos - Cuenca Alta del Manzanares - Sierra Espuña                                                                   |
| Parque natural        | Es la figura más común y en ella se combina la protección del medio ambiente y las actividades antrópicas. Tienen tamaños muy variados.                                                         | En España hay 128, algunos son: - Delta del Ebro - Doñana - Albufera de Valencia - Sierra Nevada                                                                        |
| Parque rural          | Es una figura exclusiva de Canarias, Su objetivo es promover el desarrollo sostenible. En ellos coexisten actividades agrícolas ganaderas o pesqueras con otras de interés natural y ecológico. | Existen 7 en total, entre estos: - Frontera - El Nublo - Anaga - Betancuria                                                                                             |
| Reserva natural       | Suelen tener un tamaño reducido y su objetivo es la protección de ecosistemas comunidades o elementos biológicos que se destacan por su singularidad o fragilidad.                              | Existen alrededor de 150, tales como: - Albufera de Adra - Laguna de la Ratosa - Cueva de las Caldas - Muniellos                                                        |
| Área marina protegida | Esta red se creó con el objetivo de conservar y recuperar el patrimonio natural y la biodiversidad marina, también para fomentar los corredores ecológicos marinos.                             | La forman distintos tipos de espacios protegidos que se encuentran en aguas españolas, algunos ejemplos son: - El Cachucho - Islas Columbretes - Rías Baixas de Galicia |
| Monumento natural     | Son espacios o elementos que presentan una gran singularidad. existen a lo largo de casi todas las comunidades autónomas salvo: Cataluña, La Rioja y Murcia.                                    | Actualmente hay más de 150, entre otros: - Teide - Playa de las Catedrales - Volcán del Alhorín                                                                         |
| Paisaje protegido     | Esta figura tiene en cuenta tanto los valores naturales cómo los paisajísticos o estéticos. Se distribuyen a lo largo de la mayoría de las comunidades autónomas, pero no en todas.             | En total hay 58, por ejemplo: - Río Guadiamar - Cabo de Peñas - Saladares de Guadalentín - Tarifa                                                                       |

## Relación entre la sociedad y los espacios naturales

### Dualidad naturaleza-sociedad
Existen algunas críticas dirigidas a las figuras de protección, originadas en parte por las consecuencias sociales de la declaración de determinados territorios como naturales y la aplicación de las medidas de protección concretas. Algunas de estas consecuencias observadas son: la expulsión de las poblaciones situadas en el espacio que se considera con valor ambiental, el establecimiento de limitaciones en los aprovechamientos considerados perjudiciales para el medio y la potenciación de otros usos considerados positivos, que provocan la entrada de nuevos actores y la creación de nuevos mercados, normalmente relacionados con el turismo. Estas consecuencias están muy relacionadas con la percepción cultural de la naturaleza. En la cultura occidental, se percibe la naturaleza como una entidad distinta y separada del ámbito social. Por tanto, esta idea de la naturaleza, permite justificar las diferentes acciones humanas según la consideración del territorio en que tengan lugar. Se puede considerar que, de hecho, esta visión del ser humano como un actor ajeno al espacio, pero al mismo tiempo amenazante (algo ya de por sí, contradictorio), sustenta buena parte de las ideas fomentadas por las figuras de protección del medio.
Al respecto de la creación de nuevos mercados, las figuras de protección han demostrado ser importantes en la sustitución de las economías locales, normalmente basadas en la agricultura y ganadería, es decir, economías que históricamente nunca han sido grandes generadoras de riqueza, por economías globalizadas sustentadas en un turismo presentado como ecológico o sostenible, que es capaz de generar muchos más ingresos. En este sentido, los intereses de la lógica conservacionista favorecen también a los nuevos empresarios turísticos y demás empresarios relacionados con el sector servicios que se presentan en el entorno. De esta manera, la protección de la naturaleza, se ve rentabilizada bajo el establecimiento de nuevas actividades económicas. Este cambio en las actividades que se producen sobre el territorio, se ve acompañado de la criminalización de determinadas actividades agrícolas y extractivas, entre las que algunas de ellas no eran dañinas realmente y la legitimación de otras, que diciendo ser más sostenibles, pueden no serlo.  
Estas modificaciones de las actividades que tienen lugar en el territorio a raíz de la declaración de una figura de protección han generado dos bandos sociales confrontados. En contra de las figuras de protección están las personas cuya forma de vida y sustento se ha visto completamente alterado ante las restricciones. Este grupo, normalmente conformado por campesinos y ganaderos locales, critica que la naturaleza sea convertida en un actor estático, sin capacidad para la actividad humana, pero, por otro lado, solo contemplan la naturaleza, precisamente como espacio para la acción humana. Por otro lado, a favor de las figuras de protección se encuentra un sector social conformado normalmente por científicos, conservacionistas y empresarios turísticos. Este grupo trata de destacar la singularidad del territorio protegido, definiéndolo como lo verdaderamente natural.

### Relación con el mundo rural
El cambio de paradigma en la protección de espacios naturales en España de un modelo más restrictivo y cerrado, siguiendo la esencia de Yellowstone, hacia otro de mayor apertura y turistificación, requirió de un conjunto de estrategias de gestión para asumir la afluencia de visitantes y la complicada conjunción con el factor conservación.  
Los espacios naturales protegidos de nuestro país tienen una correlación geográfica clara con las zonas rurales deprimidas, es por ello por lo que su relación siempre ha sido muy intensa e inevitable. El primer reconocimiento institucional en España de este binomio tiene lugar en el documento Plan de acción para los espacios naturales protegidos del Estado español, creado a raíz de la Cumbre de Río de 1992 y su programa agenda 21, en el que se empieza a contemplar la vinculación de los ENP en su entorno rural y su papel activo dentro de él. En ese mismo año, la Comisión Europea comienza a reconocer al espacio rural como “zona amortiguadora de regeneración que lo hace indispensable para la conservación del equilibrio ecológico” y al agricultor como protector del medio ambiente, además de su función productiva. Desde este momento se diseña un modelo de desarrollo y recuperación rural basado en el turismo vinculado a la naturaleza en todas sus variantes y los ENP como vehículo del plan, también se crean los fondos LEADER por parte de la Unión Europea para la revitalización rural. Se preveía la creación de nuevos yacimientos de empleo y riqueza mediante la diversificación de los pilares económicos de las comunidades rurales, añadiendo a la agricultura la perspectiva integradora de un turismo basado en el respeto a la cultura autóctona, según la recomendación del programa europeo Agenda 2000 de julio de 1997. El escenario para el despliegue del plan europeo era óptimo debido al rápido desarrollo de las declaraciones de ENP durante las décadas anteriores sumado a la implantación próxima de la Red Natura 2000.
Con el paso del tiempo se ha visto cómo esta finalidad socioeconómica de los espacios protegidos que se vislumbraba en 1992 no ha resultado ser útil para un desarrollo rural completo y global debido a una deficiente administración de los planes de gestión (Ecologistas en Acción, 2020, pág 13). Así, más de un tercio de los espacios protegidos bajo las figuras “parque nacional”, “parque natural” y “parque regional” carecen de instrumento de gestión vigente alguno como son los PRUG (Plan Rector de uso y Gestión), los PORN (Plan de Ordenación de Recursos Naturales) y los PUP (Planes de Uso Público), además de que casi dos tercios de los existentes están caducados, según el anuario EUROPARC-España, 2019. Aunque la declaración de ENP ha creado multitud de empleos terciarios en zonas rurales, también ha causado un desplazamiento del sector agrario.